# Steuer-Basis-Gewerkschaft
Die Steuer-Basis-Gewerkschaft (SBG) wurde als unabhängige, dachverbandsfreie „Fachgewerkschaft“ für die Beschäftigten der Steuerverwaltung im Land Niedersachsen und des weiteren Geschäftsbereichs des Finanzministeriums im Lande Niedersachsen am 9. Januar 2005 gegründet.
Sie ist aus gewerkschaftsunabhängigen Listen bei den Personalratswahlen 2004 bei den Finanzämtern in Hameln und Osnabrück-Land hervorgegangen.
Die SBG tritt ein für: ein Streikrecht für niedersächsische Finanzbeamte, eine gerechte Teilhabe an der allgemeinen wirtschaftlichen Entwicklung, eine Verhinderung weiterer Arbeitszeitverlängerungen und weiterer Personaleinsparungen, eine Senkung der Arbeitsbelastung durch Erhöhung der Anwärterzahlen und Neueinstellungen, eine allgemein anerkannte Berufsausbildung für das zweite Einstiegsamt der ersten Laufbahngruppe, eine zeitnahe Beförderung auf dem höherwertigen Dienstposten vergleichbar der Regelung bei den Angestellten und ein gerechteres Beurteilungs- und Beförderungssystem.